# گریگور قونجیان
گریگور کارپیسی قونجیان (ارمنی: Գրիգոր Կարպիսի Ղոնջեյան؛ زادهٔ ۱ مهٔ ۱۹۵۹) یک اقتصاددان و سیاستمدار اهل ارمنستان است که از تاریخ ۲۰۰۳ تا تاریخ ۲۰۰۷ سمت نمایندگی دوره سوم مجلس ملی جمهوری ارمنستان را برعهده داشت.

## زندگی‌نامه
در ۱ مه ۱۹۵۹ در ایروان به دنیا آمد و از دانشگاه دولتی اقتصاد ارمنستان فارغ‌التحصیل شد.   وی در ۱۰ دسامبر ۲۰۰۹ در سن ۵۰ سالگی درگذشت.